# 게이오선 칼부림 사건

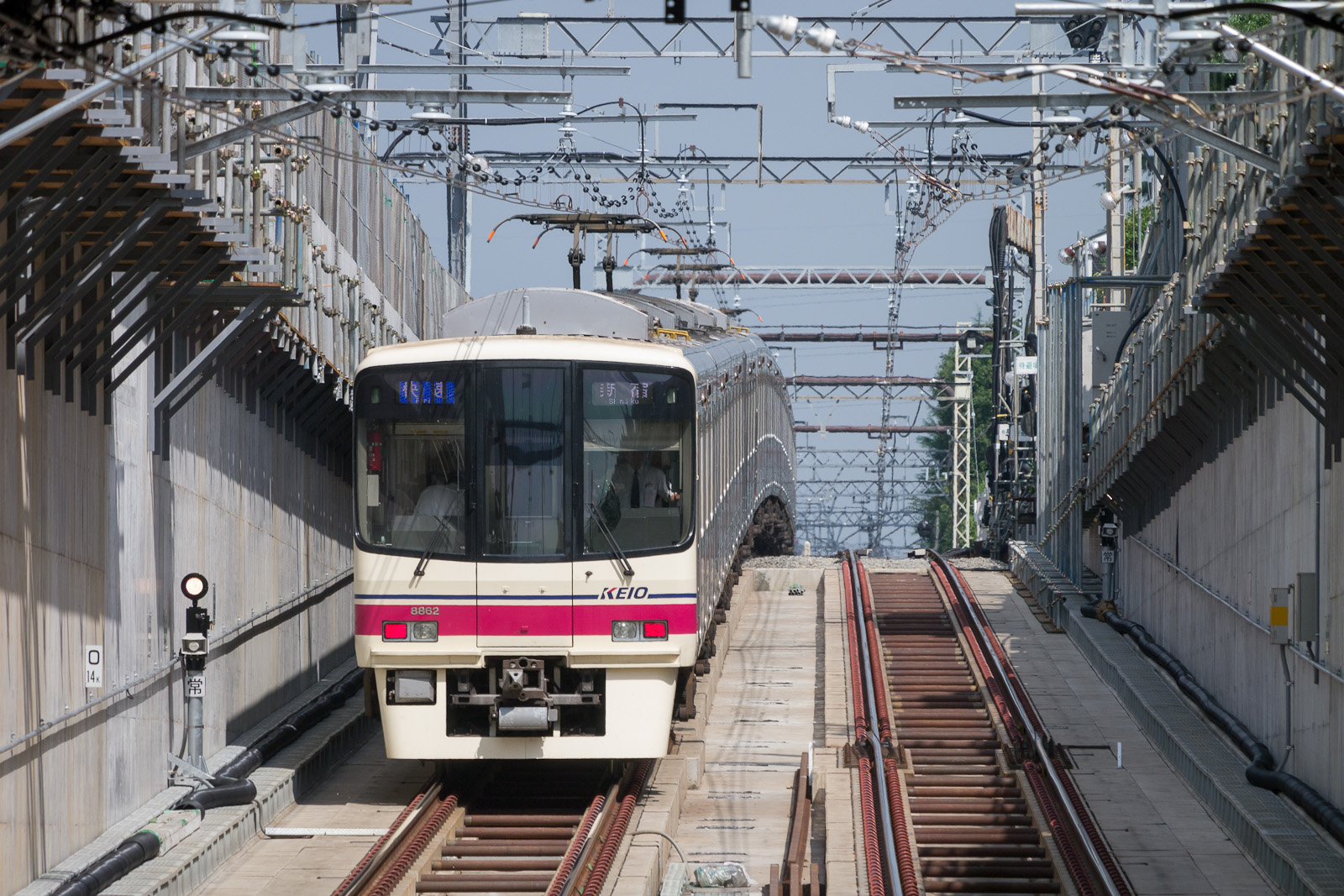
게이오선

게이오선 칼부림 사건(일본어: 京王線刺傷事件)은 2021년 10월 31일 일본 도쿄도 조후시에서 일어난 흉기 난동 및 방화 사건이다.

## 사건의 개요
2021년 10월 31일 오후 8시쯤 게이오선 전철 차내에서 20대 남성이 주위에 있던 승객에게 칼을 휘둘렀다. 남성은 기름 같은 액체를 뿌려 열차에 불을 지르기도 했다. 이 사건로 10~70대에 걸친 17명이 부상을 당하고, 72세의 남성이 의식불명의 중태에 빠졌다. 경찰은 자신을 24세의 핫토리 교타(일본어: 服部 恭太)라고 밝힌 용의자를 살인미수 혐의로 체포했고 2021년 8월의 오다큐선 흉기난동 사건을 모방하였다고 밝혔다. 2021년 11월 8일, 규슈 신칸센 내에서도 방화 미수사건이 나왔는데, 범인은 이 사건을 모방했다고 말했다.

## 같이 보기
- 오다큐선 흉기난동 사건